# ReVamp (album)
ReVamp is het debuutalbum van de Nederlandse symfonische-metalband ReVamp. Het werd op 28 mei 2010 uitgebracht. ReVamp is de eerste uitgave van Floor Jansen sinds het gelijknamige album van haar vorige band, After Forever, uit 2007.

## Tracklijst
1. "Here's My Hell" - 5:10
2. "Head Up High" - 3:31
3. "Sweet Curse" - 4:15
4. "Million" - 4:19
5. "In Sickness 'Till Death Do Us Part: All Goodbyes Are Said" - 3:31
6. "Break" - 4:05
7. "In Sickness 'Till Death Do Us Part: Disdain" - 3:31
8. "In Sickness 'Till Death Do Us Part: Disgraced" - 3:27
9. "Kill Me With Silence" - 3:55
10. "Fast Forward" - 3:56
11. "The Trial of Monsters" - 4:19
12. "Under My Skin" - 4:06
13. "I Lost Myself" - 3:29

Bonusnummer
1. "No Honey for the Damned"

## Personeel
Bandleden
- Floor Jansen - zang
- Waldemar Sorychta - gitaar
- Joost van den Broek - keyboard
- Jaap Melman - basgitaar

Gastmuzikanten
- Koen Herfst - drums
- George Oosthoek (ex-Orphanage) - grunts op track 1
- Russell Allen (Symphony X) - zang op track 3
- Björn 'Speed' Strid (Soilwork) - screams op track 7